# Wifi4EU
Das Projekt WiFi4EU (deutsch „WLAN für die EU“) ist ein Förderprogramm im Rahmen der digital Agenda for Europa, mit dem die Europäische Union zwischen 2018 und 2020 den WLAN-Ausbau in europäischen Kommunen mit 120 Millionen Euro förderte. Zielsetzung ist, an zentralen Orten des öffentlichen Lebens kostenfreies WLAN bereitzustellen. Festgelegt ist eine feste Fördersumme von 15.000 Euro pro Gemeinde. Es wird sichergestellt, dass die Förderung gleichmäßig über alle Mitgliedsstaaten verteilt wird.
Städte und  Gemeinden bekommen über das Projekt Ausrüstungs-, Verbindungs- und Installationskosten von WLAN-Hotspots im öffentlichen Raum erstattet und müssen für mindestens 3 Jahre kostenlose Wi-Fi-Konnektivität anbieten können.
Die Hotspots müssen bestimmte technische Kriterien erfüllen:
- Der Zugang muss offen und werbefrei sein
- Jede Verbindung muss mindestens 30 Mbit/s bieten
- Datenschutz und Sicherheit müssen gewährleistet sein (z. B. keine Nutzerverfolgung)
- Das Netz trägt eine einheitliche „WiFi4EU“-Kennzeichnung (Netzwerk-SSID muss immer „WiFi4EU“ sein).[2]

## Finanzierung und Reichweite
Das Gesamtbudget des Programms für den Zeitraum 2018 bis 2020 betrug 120 Millionen Euro. Damit konnten rund 8.000 Gemeinden in der EU gefördert werden.